# Stephen Hero
Stephen Andrew Hero (ur. 19 grudnia 1969 w Montrealu) – kanadyjski duchowny katolicki, biskup Prince Albert od 2021.

## Życiorys
Święcenia kapłańskie otrzymał 29 czerwca 2000 i został inkardynowany do archidiecezji Edmonton. Po krótkim stażu wikariuszowskim został dyrektorem wydziału ds. powołań. W latach 2003–2005 studiował liturgikę w Rzymie, a po powrocie do kraju został wychowawcą w edmontońskim seminarium. W 2010 został wicerektorem, a dwa lata później rektorem tej uczelni.
25 marca 2021 papież Franciszek mianował go ordynariuszem diecezji Prince Albert. Sakry udzielił mu 11 czerwca 2021 metropolita Reginy – arcybiskup Donald Bolen.